# Navigazione CAD
Con Navigazione CAD ci si riferisce agli strumenti software che sono utilizzati per la correlazione dei dati di progettazione dei semiconduttori elettronici con un dispositivo concretizzato a semiconduttori. Lo strumento per la navigazione CAD consiste di un software capace di leggere e visualizzare l'impianto concretizzato e lo schema logico del dispositivo. Il progetto logico consiste di una rete o schema. Il progetto concretizzato consiste di un insieme di poligoni che rappresenta esattamente l'ubicazione di tutti i conduttori elettrici, diffusioni e interconnessioni nel dispositivo concretizzato a semiconduttori. Le strumentazioni Navigazione CAD sono usate soventemente per fornire una correlazione trasversale fra il progetto logico e il progetto concretizzato. Le strumentazioni Navigazione CAD sono molto usate con le sonde a fascio di elettroni, i sistemi a fascio di ioni focalizzati e le sonde fotoniche per l'analisi dei guasti dei semiconduttori.